# اسپینوزیسم
اسپینوزیسم (که اسپینوزایسم هم گفته می‌شود) گونه‌ای نظام یگانه‌انگاری فلسفی برپایه تعلیمات باروخ اسپینوزا است که «خدا» را ذات منحصر به‌فرد و خودمختار، و هردو این ویژگی‌ها را مهم، می‌پندارد.